# Medalha Harnack

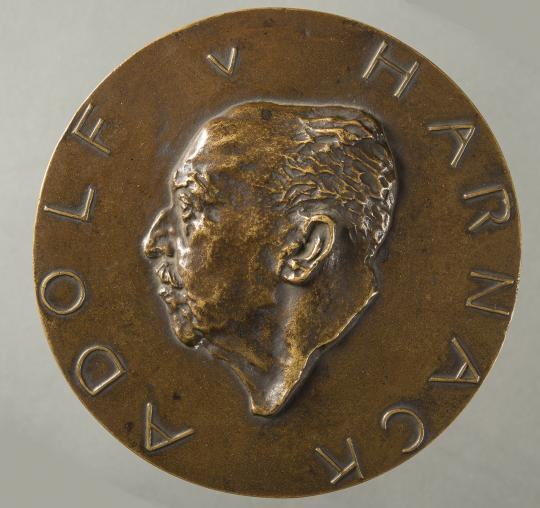
A Medalha Harnack

A Medalha Harnack (em alemão:  Harnack-Medaille) é uma condecoração concedida pela Sociedade Max Planck.
A medalha foi fundada em 1924 como "Medaille für Verdienste" pela Sociedade Kaiser Wilhelm ("Kaiser-Wilhelm-Gesellschaft" - KWG), a organização que mais tarde tornou-se a Sociedade Max Planck, concedida entre 1925 e 1936; em 1953 a tradição da Sociedade Max Planck ("Max-Planck-Gesellschaft" - MPG) foi retomada. É a mais significativa condecoração da MPG.
É denominada em memória de Adolf von Harnack, presidente fundador da Kaiser-Wilhelm-Gesellschaft zur Förderung der Wissenschaften em 1911.

## Recipientes
- 1925 – Adolf von Harnack
- 1926 – Fritz Haber
- 1929 – Friedrich Schmidt-Ott
- 1932 – Carl Correns, Franz von Mendelssohn
- 1933 – Max Planck, Gustav Krupp von Bohlen und Halbach
- 1934 – Carl Duisberg
- 1936 – Albert Vögler, Ludwig Prandtl
- 1953 – Gustav Winkler
- 1954 – Otto Hahn, em Ouro 1959
- 1959 – Theodor Heuss
- 1960 – Erich Kaufmann
- 1962 – Georg Schreiber
- 1963 – Otto Heinrich Warburg
- 1964 – Heinrich Lübke
- 1965 – Alfred Kühn
- 1970 – Carl Wurster
- 1973 – Adolf Butenandt, em Ouro 1983
- 1974 – Walther Gerlach
- 1981 – Kurt Birrenbach
- 1984 – Hans Lutz Merkle
- 1990 – Richard von Weizsäcker
- 1993 – Reimar Lüst
- 1996 – Heinz Staab, Michael Sela
- 1998 – Hans Friedrich Zacher
- 2001 – Haim Harari
- 2004 – Hubert Markl
- 2006 – Lu Yongxiang
- 2008 – Hermann Neuhaus
- 2017: Peter Gruss
- 2021: Angela Merkel